# Nahapet Koutchak
Nahapet Koutchak (1500-1592 ?) est un poète arménien. Ce poète du XVIe siècle fut à l'origine des trouvères arméniens (les achours ou achoughs). Avec Grégoire de Narek et le dernier troubadour, Sayat-Nova, il fut également une figure notable de l'ancienne poésie de la tradition arménienne.

## Biographie
Sa vie légendaire demeure fort mal connue. Il est né à Agn, ville des archers (Eghine aujourd'hui dans la région de Kamaliyé en Turquie) au nord-est de l'Euphrate. Il meurt à Kharagonis, près du lac de Van.

## Poète
Ses haïrens (sorte de quatrains) sont des poèmes du mal du pays, de l'amour et de l'exil, car il fut chassé d'Asie mineure par les Ottomans comme tant d'Arméniens de la Grande-Arménie historique. Il est demeuré célèbre pour ses poèmes d'amour. Si l'on peut tenter une comparaison avec un poète pré-islamique, de la période dite jâhilite, il est possible de voir un caractère commun avec Imrou'l Qays. En effet, outre l'aspect possessif, jouissif et orgueilleux, ses vers invitent au jouir.
Le poète contemporain Adonis écrit à propos du poète al-Qays : « Ses vers invitent à la jouissance. Quand on lit ses poèmes, on trouve cette volonté imperturbable d'accéder à la bien-aimée malgré les sentinelles, les gardes et tous les risques qui menacent la vie ». Il en est de même pour Koutchak ; ses haïrens révèlent un homme fier, méprisant obstacles et bastonnades, avec le désir de vaincre pour accéder enfin à la belle dame. « Je suis dur comme une pierre que le marteau ne peut briser… », a-t-il écrit.
Selon Vahé Godel, un des premiers traducteurs de Koutchak en langue française après le philologue Archag Tchobanian (1872-1964) : « les chants d'amour de Koutchak (XVIe) et de Sayat-Nova (XVIIIe) peuvent faire songer aux chefs-d'œuvre de la poésie musulmane, tant par le chatoiement de leurs coulées métaphoriques que par la subtilité de leurs résonances. Les œuvres de Koutchak furent très appréciées en Perse où elles influencèrent plusieurs poètes ».

## Œuvres
- Cent poèmes d'amour et d'exil, traduits de l'arménien et présentés par Vahé Godel, Collection Orphée, éditions La Différence, 1991
- Tous les désirs de l'âme (poèmes d'Arménie), traduits par Vahé Godel, Éditions Albin Michel, 2002